# Cao nguyên Nam Cameroon

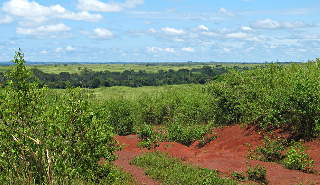
Savanna Guinean ở tỉnh Đông của Cameroon

Cao nguyên Nam Cameroon hoặc Cao nguyên miền Nam Cameroon (tiếng Pháp: Plateau Sud-Camerounais) là đặc điểm địa lý chi phối của Cameroon. Cao nguyên nằm ở phía nam của cao nguyên Adamawa và phía đông nam của dãy Cameroon. Nó dốc về phía nam và phía tây đến dần đồng bằng ven biển Cameroon ở phía tây nam và lưu vực sông Congo ở phía đông nam. Cao nguyên được đặc trưng bởi đồi và thung lũng ở phía tây nam và một bán bình nguyên nhẹ hơn ở phía tây nam. Khối núi riêng biệt xuất hiện, đặc biệt là ở phía tây nam. Đá biến chất tạo thành tầng ngầm của đồng bằng. Các loại đất có dạng đá phiến và đá ong, với màu sắc khác nhau, từ màu đỏ hoặc màu nâu trong nội địa đến màu vàng trên bờ biển. Các loại đất phải chịu sự lọc silica, vì vậy chúng không hiệu quả canh tác nếu không có phân bón.
Cao nguyên trải qua bốn mùa chính, hai mùa mưa và hai mùa khô. Lượng mưa cao, đặc biệt là dọc theo bờ biển. Nhiệt độ trung bình thay đổi nhỏ từ 25 °C. Sông trong khu vực chảy vào Đại Tây Dương và lưu vực sông Congo. Phía nam của sông Sanaga, sông chảy đều quanh năm, nhưng sông Sanaga và sông phía bắc có một chế độ phức tạp đặc trưng bởi thời kỳ nước cao và thấp thượng nguồn và dòng chảy liên tục hạ lưu. Thảm thực vật chiếm ưu thế là rừng mưa nhiệt đới, đặc biệt là phía nam của cao nguyên. Ở phía bắc, rừng thay thế bởi trảng cỏ.